# Dipoena josephus
Espèce
Dipoena josephus est une espèce d'araignées aranéomorphes de la famille des Theridiidae.

## Distribution
Cette espèce se rencontre au Costa Rica et en Panama.

## Description
Le mâle holotype mesure 1,6 mm et les femelles de 1,9 à 2,6 mm.

## Publication originale
- Levi, 1953 : New and rare Dipoena from Mexico and Central America (Araneae, Theridiidae). American Museum novitates, no 1639, p. 1-11 (texte intégral).